# Joel Estay
Joel Antonio Estay Silva (né le 12 mars 1978 à Cabildo au Chili) est un joueur de football chilien.
Surnommé Dinamita, Caruchita, ou encore Mono.

## Biographie
Il commence sa carrière durant l'année 1999, jouant au Deportes La Ligua en Tercera División, avant de partir en 2000 rejoindre l'Unión La Calera, club qui évolue aussi en Tercera División de Chile. Il finit également champion de D3.
Il joue avec La Calera jusqu'au milieu de l'année 2003, où il rejoint le Palestino en Primera División.
En 2004, il part évoluer pour le club de l'Universidad Católica.
En 2005, Joel Estay part pour Everton, dont il est un des meilleurs buteurs. Il reste dans le club de l'Everton de Viña del Mar jusqu'en 2006.
En 2007, il repart jouer pour le Deportes La Serena.
En 2008, Estay rejoint à nouveau l'Unión La Calera.
En 2010, l'effectif de son club Club Deportivo San Marcos de Arica le libère et il part pour le club de Ñublense.

## Palmarès

### Nationaux
| Titre    | Club            | Pays  | Année |
| -------- | --------------- | ----- | ----- |
| D3 Chili | Unión La Calera | Chili | 2000  |

### Distinctions individuelles
| Distinction                                | Année         |
| ------------------------------------------ | ------------- |
| Goleador (Meilleur buteur) - 2005 Apertura | 2005 Apertura |
| Goleador (Meilleur buteur) - D2 Chili      | 2008 Clausura |